# Eurovision Song Contest 1968
Il tredicesimo Gran Premio Eurovisione della Canzone si tenne a Londra (Regno Unito) il 6 aprile 1968.

## Storia
Nel 1968, per la prima volta, il Regno Unito ospita il "Gran Premio dell'Eurovisione" dopo averlo vinto l'anno precedente. Fu il primo concorso ad essere mandato in onda a colori. La scenografia rappresentava il logo dell'edizione di quell'anno. Le votazioni furono piene di suspense. La Spagna, infatti, ottenne la vittoria con solo un punto in più sul secondo classificato, il Regno Unito.
In un primo tempo, fu scelto per rappresentare la Spagna, Juan Manuel Serrat, ma dato che pretendeva di cantare solo in catalano, cosa che il regime franchista vietava, fu sostituito da Massiel che interpretò il brano La, la, la. Il secondo classificato fu Cliff Richard e la sua famosa Congratulations. Al terzo posto la Francia con il brano La source, interpretato da Isabelle Aubret. Gianni Mascolo rappresenta la Svizzera, cantando in italiano, Guardando il sole. L'Italia si classifica al decimo posto, con Marianne, interpretata da Sergio Endrigo.

## Stati partecipanti

Stati partecipanti
Paesi che hanno partecipato in passato ma non nel 1968

Stati partecipanti
     Paesi che hanno partecipato in passato ma non nel 1968
| Stato                       | Artista                    | Brano                              | Lingua     | Processo di selezione                                                                |
| --------------------------- | -------------------------- | ---------------------------------- | ---------- | ------------------------------------------------------------------------------------ |
| Austria                     | Karel Gott                 | Tausend Fenster                    | Tedesco    | Interno                                                                              |
| Belgio                      | Claude Lombard             | Quand tu reviendras                | Francese   | Eurosong 1968, 13 febbraio 1968                                                      |
| Finlandia                   | Kristina Hautala           | Kun kello käy                      | Finlandese | Euroviisukarsinta 1968, 10 febbraio 1968                                             |
| Francia                     | Isabelle Aubret            | La source                          | Francese   | Interno                                                                              |
| Germania                    | Wencke Myhre               | Ein Hoch der Liebe                 | Tedesco    | Interno                                                                              |
| Irlanda                     | Pat McGeegan               | Chance of a Lifetime               | Inglese    | National Song Contest 1968, 3 marzo 1968                                             |
| Italia                      | Sergio Endrigo             | Marianne                           | Italiano   | Festival di Sanremo 1968 per l'artista, 3 febbraio 1968; Scelta interna per il brano |
| Jugoslavia                  | Dubrovački trubaduri       | Jedan dan                          | Croato     | Jugovizija 1968                                                                      |
| Lussemburgo                 | Chris Baldo & Sophie Garel | Nous vivrons d'amour               | Francese   | Interno                                                                              |
| Norvegia                    | Odd Børre                  | Stress                             | Norvegese  | Melodi Grand Prix 1968, 3 marzo 1968                                                 |
| Paesi Bassi                 | Ronnie Tober               | 'Morgen                            | Olandese   | Nationaal Songfestival 1968, 28 febbraio 1968                                        |
| Portogallo                  | Carlos Mendes              | Verão                              | Portoghese | Festival da Canção 1968, 4 marzo 1968                                                |
| Principato di Monaco        | Line & Willy               | À chacun sa chanson                | Francese   | Interno                                                                              |
| Regno Unito (organizzatore) | Cliff Richard              | Congratulations                    | Inglese    | Selezione interna per l'artista; A Song For Europe 1968 per il brano, 5 marzo 1968   |
| Spagna                      | Massiel                    | La, la, la                         | Spagnolo   | Interno, 29 marzo 1968                                                               |
| Svezia                      | Claes-Göran Hederström     | Det börjar verka kärlek, banne mig | Svedese    | Melodifestivalen 1968, 9 marzo 1968                                                  |
| Svizzera                    | Gianni Mascolo             | Guardando il sole                  | Italiano   | Concours Eurovision 1968, 27 gennaio 1968                                            |

## Struttura di voto
Dieci membri della giuria di ogni nazione distribuisce dieci punti tra le loro canzoni preferite.

## Orchestra
Diretta dai maestri: Øivind Bergh (Norvegia), André Borly (Lussemburgo), Giancarlo Chiaramello (Italia), Michel Colombier (Monaco), Joaquim Luis Gomes (Portogallo), Alain Goraguer (Francia), Noel Kelehan (Irlanda), Rafael Ibarbia (Spagna), Horst Jankowski (Germania), Mats Olsson (Svezia), Robert Opratko (Austria), Norrie Paramor (Regno Unito), Miljenko Prohaska (Jugoslavia), Mario Robbiani (Svizzera), Ossi Runne (Finlandia), Henri Segers (Belgio) e Dolf van der Linden (Paesi Bassi).

## Classifica
| N° | Stato                | Cantante                   | Canzone                            | Punti | Posizione |
| -- | -------------------- | -------------------------- | ---------------------------------- | ----- | --------- |
| 01 | Portogallo           | Carlos Mendes              | Verão                              | 5     | 11        |
| 02 | Paesi Bassi          | Ronnie Tober               | Morgen                             | 1     | 16        |
| 03 | Belgio               | Claude Lombard             | Quand Tu Reviendras                | 8     | 7         |
| 04 | Austria              | Karel Gott                 | Tausend Fenster                    | 2     | 13        |
| 05 | Lussemburgo          | Chris Baldo & Sophie Garel | Nous Vivrons D'amour               | 5     | 11        |
| 06 | Svizzera             | Gianni Mascolo             | Guardando Il Sole                  | 2     | 13        |
| 07 | Principato di Monaco | Line & Willy               | A Chacun Sa Chanson                | 8     | 7         |
| 08 | Svezia               | Claes-Göran Hederström     | Det Börjar Verka Kärlek, Banne Mej | 15    | 5         |
| 09 | Finlandia            | Kristina Hautala           | Kun Kello Käy                      | 1     | 16        |
| 10 | Francia              | Isabelle Aubret            | La Source                          | 20    | 3         |
| 11 | Italia               | Sergio Endrigo             | Marianne                           | 7     | 10        |
| 12 | Regno Unito          | Cliff Richard              | Congratulations                    | 28    | 2         |
| 13 | Norvegia             | Odd Børre                  | Stress                             | 2     | 13        |
| 14 | Irlanda              | Pat McGeegan               | Chance Of A Lifetime               | 18    | 4         |
| 15 | Spagna               | Massiel                    | La, La, La...                      | 29    | 1         |
| 16 | Germania Ovest       | Wencke Myhre               | Ein Hoch Der Liebe                 | 11    | 6         |
| 17 | Jugoslavia           | Dubrovački trubaduri       | Jedan Dan                          | 8     | 7         |